# 关莉莉
关莉莉（Lily Kwan）是裸體新聞的新聞主播。

## 生平
她的父母來自中國大陸，父亲是广东人，母亲是香港人。在2001年入職前是牙科衛生員。2004年到了英國當上了當地的裸體新聞主播。